# 高等中学校

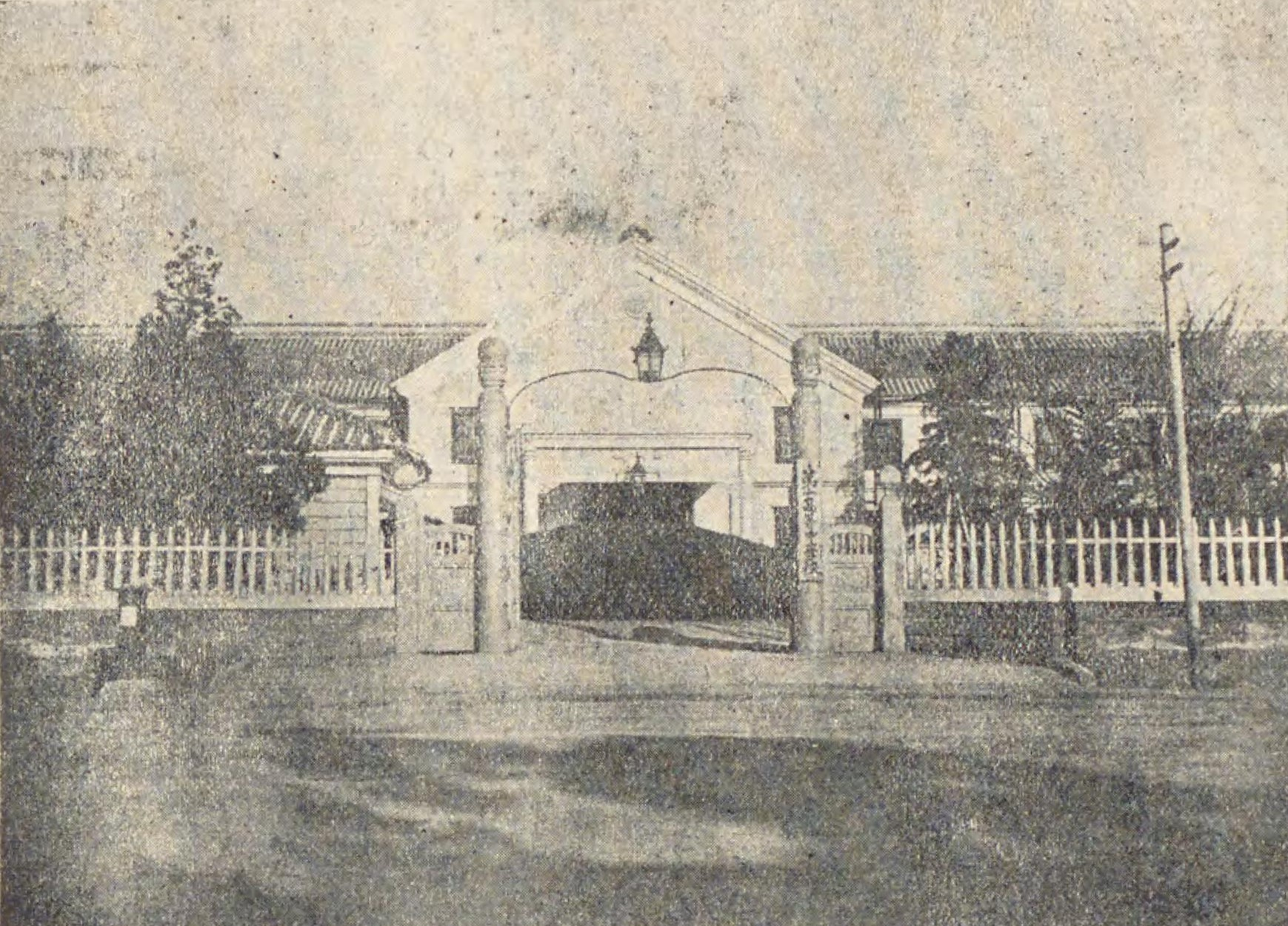
一ツ橋時代の第一高等中学校

高等中学校（こうとうちゅうがっこう）は、
1. 中学校令（1886年）に基づいて設置された明治時代の官立学校。第一次高等学校令（1894年）により高等学校（旧制高等学校）へ改組された。本記事にて解説する。
2. 1911年（明治44年）に公布された高等中学校令で規定されていた日本の学校。第一次高等学校令に基づく高等学校を改組し、高等学校から帝国大学進学のための予備教育機能を取り去り、旧制中学校との連携を強めた高等普通教育を行う高等中学校（修業年限は2年5か月から2年6か月）に改めることが目指された。しかし、高等中学校令は施行されることなく第二次高等学校令（1918年）で廃止されたため、同令による高等中学校は誕生しなかった。
3. ヨーロッパのギムナジウムなど、日本国外の一貫制中等教育機関の訳語として当てられることがある語。

高等中学校（こうとうちゅうがっこう）は、1886年（明治19年）の中学校令により全国に7校設置された官立の旧制学校である。1894年（明治27年）の高等学校令（第一次）公布により、「高等学校」と改称されたが､明治30年代までは､地方における最高学府（カレッジ）としての色彩が強かった。本稿では、主に明治30年頃までの高等中学校および初期の高等学校について記述する（その後の高等学校の機能は、帝国大学進学のための予備教育機関に特化していくが、以後の展開については旧制高等学校の項参照）。

## 概要

### 高等中学校の創設
1886年（明治19年）3月2日の帝国大学令に続き、同年4月10日に公布された中学校令に基づき、全国を五区に分けて、各区に一校ずつ官立高等中学校を設置することとした。このほか、旧長州・薩摩両藩主家などの財政的バックアップにより山口および鹿児島にも開設された。修業年限は2年（10月入学、7月卒業）、第一年級の入学資格は「品行端正身体健康」で満17歳以上の尋常中学校卒業若しくは相当の学力を有する者、第二年級への入学資格は前記に準じつつ、当該課程を修め得る学力を有する者とされた（文部省令第16号「高等中学校ノ学科及其程度」）。高等中学校は本科と専門科とに分かれていた。

#### 本科
本科は、東京の帝国大学に進学する者のための予備教育を目的とした。外国語教育に重点が置かれ、帝国大学各分科大学の区分に対応して、第一部（法・文）、第二部（工・理・農）、第三部（医）に分かれていた。ただし、第三部は東京の旧大学予備門を引き継いだ第一高等中学校のみに置かれた。

#### 専門科
専門科は分科、学部とも呼ばれた。医学・法学・工学などの分野で、地方の地域社会が必要とした上級専門家・上級実務指導者を養成する目的で設けられた。本科と同じく10月入学、7月卒業で、年限は医学部医学科が4年、法学部・工学部・医学部薬学科が3年である。医学部は5校すべてに設置されたが、法学部は三高のみに置かれた。

#### 予科・予科補充科
本科に入る者のための予科3年、さらに予科に入る者のための予科補充科2年という一系統の組織が存在した。合計5年で当時5年制だった尋常中学校の課程に相当する。全国各地に尋常中学校が急速に増設され、予科（予備科）は1896年に、予科補充科は1893年に廃止された。
| 設立       | 本部所在地 | 高等中学校           | 旧制高等学校       | 新制大学（1949年学制改革）           |
| ---------- | ---------- | -------------------- | ------------------ | ------------------------------------ |
| 1886年4月  | 東京       | 第一高等中学校       | 第一高等学校       | 東京大学教養学部・千葉大学医学部     |
| 1886年4月  | 大阪       | 第三高等中学校       | 第三高等学校       | 京都大学総合人間学部・岡山大学医学部 |
| 1886年11月 | 山口       | 山口高等中学校       | 山口高等学校       | 山口大学経済学部                     |
| 1887年4月  | 仙台       | 第二高等中学校       | 第二高等学校       | 東北大学教養部                       |
| 1887年4月  | 金沢       | 第四高等中学校       | 第四高等学校       | 金沢大学法文学部・理学部・教養部     |
| 1887年5月  | 熊本       | 第五高等中学校       | 第五高等学校       | 熊本大学法文学部・理学部             |
| 1887年12月 | 鹿児島     | 鹿児島高等中学造士館 | 第七高等学校造士館 | 鹿児島大学文理学部                   |

### 歴史
中学校令の公布とともに、東京大学予備門は廃止され、新設の各高等中学校がその役割の一部を受け継ぐことになった。1886年（明治19年）、東京大学予備門を第一高等中学校に、大阪の大学分校を第三高等中学校に、さらに山口中学校を山口高等中学校に改めたのに続き、翌1887年（明治20年）には、第二高等中学校（仙台）・第四高等中学校（金沢）・第五高等中学校（熊本）・鹿児島高等中学造士館が相次いで設立された。この結果、全国に文部大臣の管理に属する七校の官立高等中学校が開設されたが、前述の通り、設立の順番は、学区を示すナンバーとは必ずしも一致しない。
1887年（明治20年）の告示により、第一〜第五の各高等中学校には、専門教育を目的とした医学部、が設置されることとなった。なお、第一・第三・第五の各校医学部は、それぞれの本部とは異なる場所、すなわち千葉・岡山・長崎に開設された。
各高等中学校のうち、山口、金沢（第四）、鹿児島の本部（本科）、および岡山（第三）、仙台（第二）､金沢（第四）の医学部は、旧藩校 （山口明倫館、金沢明倫堂）、鹿児島造士館や、藩医学校（岡山医学館、仙台養賢堂、 金沢医学館）の流れを汲むものであった。これらの旧藩校の後進諸校は、その後（改組・中絶・再興などを経て）大学にまで発展することになる。なお、「中学校令」により、7校の官立高等中学校が設立された一方、それまでの府県立中学校のほとんどは5年制の尋常中学校とされた。尋常中学校に止められたその他の旧藩校は、現在では新制高等学校として存続しているものが大半である。

### 地方大学（カレッジ）化構想
高等中学校は中学校制度の一部ではあったが、実質上は、東京の1校のみであった帝国大学（京都帝大設立は1897年：明治30年）への進学者の基礎教育機関、もしくは東京以外の「地方における最高学府」の機能を有していたことから、同じ「中学校令」によって規定されている尋常中学校とは性質を著しく異にしていた。また、2種の中学校の役割・機能の差異は、社会階層に対応させて考えられていた。すなわち、「高等中学校」は「社会上流ノ仲間ニ入ルベキモノ」、「社会多数ノ思想ヲ左右スルニ足ルベキモノ」を養成する所であり、「尋常中学校」は「社会ノ上流ニ至ラズトモ下流ニ立ツモノ」ではなく、すなわち中流の社会にはいるべき「最実用ヲ為スノ人」（1887年（明治20年）：森有礼文相宮城県巡視の際の演説）を養成する学校であるとして考えられていた。
このため文相井上毅の主導により、1894年（明治27年）6月25日、中学校令とは別途の「高等学校令」を改めて公布した。これにより、従来の官立「高等中学校」のうち鹿児島を除く6校は「高等学校」と改称した。当初、「高等学校」の教育は、
1. 専門学科の教授
2. 帝国大学予科教育
3. 低度の特別学科による教育（1, 2への予備的教育）

との三つを担当する学校として規定されていた。これは英米のカレッジの制度を参照して、高等学校を構成しようと計画したもので、単に帝国大学への基礎教育を施すばかりでなく、専門教育を授けることを主要な目標とし、「地方における最高学府」（地方大学）の機能を想定していたのである。修業年限および入学程度に関しては専門学科を教授する「学部」においては四年、「大学予科」は三年とし、入学資格はいずれも尋常中学校卒業程度とした。
専門学科を教授する学部に関しては、従来から第一～第五の各高等中学校に設置していた医学部、第三の法学部に加え、1894年（明治27年）の「高等学校令」公布と同時に、第三高等学校に工学部、さらに、明治30年(1897年)4月に第五高等学校にも工学部を新設した。これらの学部では帝国大学と同様に講座の制度を設けた。一方、第一・第二・第四・第五・山口の各校の本科は大学予科となり、第三の本科は廃止となった。

### 帝国大学予備教育機関へ
しかしながら、高等学校の「地方大学化」構想は発展をみることなく終わり、専門の「学部」は相次いで廃止・分離され、明治30年代後半までには、全てが姿を消すこととなった。すなわち、第三高等学校の法学部は1901年（明治34年）4月に廃止され、第一・第二・第三・第四・第五高等学校の各医学部も同年、それぞれ独立した官立医学専門学校とされた。また第三高等学校の工学部は同年4月に廃止され、第五高等学校の工学部も、日露戦争後の1906年（同39年）3月、熊本高等工業学校となって分離独立した。このため、「地方大学」の充実は、以後、帝国大学および官立専門学校の増設という形に転換していった。
一方、制度上は従属的な地位にあった「大学予科」は、この間に大いに発展し、当初専門の「学部」だけで出発した第三高等学校にも、1897年（同30年）4月から大学予科を設置した。このように、制度の面でも実態面でも、高等学校は純然たる帝国大学予備教育機関としての性格を強めた。
なお、山口・鹿児島の両校には、当初から専門の学部は設置されず、帝国大学予科教育に特化していたが、官立鹿児島高等中学造士館は高等学校に昇格することなく1896年（明治29年）に廃止され、官立山口高等学校は1905年（明治38年）に官立山口高等商業学校へ転換させられた。

## 官立高等中学校7校のその後
以下、各高等中学校の設立順に、その後の変遷を示す（前身校→）。1919年、第二次高等学校令施行により大学予科は高等科に名称変更。

### 第一高等中学校
- （東京大学予備門→）第一高等中学校本科→第一高等学校大学予科（高等科）→東京大学教養学部
- （県立千葉医学校→）第一高等中学校医学部→第一高等学校医学部→千葉医学専門学校→千葉医科大学→千葉大学医学部
  - 1886年（明治19年）4月 官立第一高等中学校設立：東京
  - 1887年（明治20年）9月 官立第一高等中学校医学部設置：千葉
  - 1894年（明治27年）9月 官立第一高等学校と改称
  - 1901年（明治34年）4月 官立第一高等学校医学部は官立千葉医学専門学校として分離独立

### 第三高等中学校
- （大学分校→）第三高等中学校本科→（廃止）→第三高等学校大学予科（高等科）→京都大学教養部
- （岡山県医学校→）第三高等中学校医学部→第三高等学校医学部→岡山医学専門学校→岡山医科大学→岡山大学医学部
- 第三高等中学校法学部→第三高等学校法学部→名目上廃止（建物・設備・敷地を京都帝国大学に譲渡）
- 第三高等学校工学部→名目上廃止（建物・設備・敷地を京都帝国大学に譲渡）
  - 1886年（明治19年）4月 官立第三高等中学校設立：大阪
  - 1887年（明治20年）8月 官立第三高等中学校医学部設置：岡山
  - 1889年（明治22年）8月 本部が大阪から京都に移転。法学部設置：京都
  - 1894年（明治27年）9月 官立第三高等学校と改称、本科廃止。工学部設置：京都
  - 1897年（明治30年）4月 官立第三高等学校大学予科設置：京都
  - 1901年（明治34年）4月 法学部・工学部廃止（建物・設備・敷地を京都帝国大学に譲渡）。医学部は官立岡山医学専門学校として分離独立。

### 山口高等中学校
- （県立山口中学校→）山口高等中学校本科→（旧旧）山口高等学校大学予科→山口高等商業学校→山口経済専門学校→山口大学経済学部
  - 1886年（明治19年）11月 官立山口高等中学校設立：山口
  - 1894年（明治27年） 9月 官立山口高等学校と改称
  - 1905年（明治38年） 5月 官立山口高等商業学校へ転換。本科設置（修業年限3年）
  - 1906年（明治39年）　　　官立山口高等学校廃校
  - 1907年（明治40年） 7月 官立山口高等商業学校大学予科を廃止
- 再興山口高等学校高等科→山口大学文理学部（後に人文学部・理学部に改組）
  - 1919年（大正 8年） 4月 官立山口高等学校再興：山口

### 第二高等中学校
- 第二高等中学校本科→第二高等学校大学予科（高等科）→東北大学教養部
- （宮城医学校→）第二高等中学校医学部→第二高等学校医学部→仙台医学専門学校→東北帝国大学医学専門部→東北帝国大学医科大学→東北帝国大学医学部→東北大学医学部
  - 1887年（明治20年）4月 官立第二高等中学校設立：仙台
  - 1887年（明治28年）8月 官立第二高等中学校医学部設置：仙台
  - 1894年（明治27年）9月 官立第二高等学校と改称
  - 1901年（明治34年）4月 官立第二高等学校医学部は官立仙台医学専門学校として分離独立

### 第四高等中学校
- （石川県専門学校→）第四高等中学校本科→第四高等学校大学予科（高等科）→金沢大学法文学部、理学部、教養部
- （石川県医学校→）第四高等中学校医学部→第四高等学校医学部→金沢医学専門学校→金沢医科大学→金沢大学医学部
  - 1887年（明治20年）4月 官立第四高等中学校設立：金沢
  - 1887年（明治20年）8月 官立第四高等中学校医学部設置：金沢
  - 1894年（明治27年）9月 官立第四高等学校と改称
  - 1901年（明治34年）4月 官立第四高等学校医学部は官立金沢医学専門学校として分離独立

### 第五高等中学校
- 第五高等中学校本科→第五高等学校大学予科（高等科）→熊本大学法文学部、理学部
- （長崎医学校→）第五高等中学校医学部→第五高等学校医学部→長崎医学専門学校→長崎医科大学→長崎大学医学部
- 第五高等学校工学部→熊本高等工業学校→熊本工業専門学校→熊本大学工学部
  - 1887年（明治20年）5月 官立第五高等中学校設立：熊本
  - 1887年（明治20年）8月 官立第五高等中学校医学部設置：長崎
  - 1894年（明治27年）9月 官立第五高等学校と改称
  - 1897年（明治30年）4月 官立第五高等学校工学部設置：熊本
  - 1901年（明治34年）4月 官立第五高等学校医学部は官立長崎医学専門学校として分離独立
  - 1906年（明治39年）3月 官立第五高等学校工学部は官立熊本高等工業学校として分離独立

### 鹿児島高等中学造士館
- （県立中学造士館→）鹿児島高等中学造士館本科
  - 1887年（明治20年）12月 官立鹿児島高等中学造士館設立：鹿児島
  - 1896年（明治29年）　　 廃止＜→予科生は鹿児島県尋常中学造士館へ収容＞
- 第七高等学校造士館大学予科（高等科）→第七高等学校→鹿児島大学文理学部（後に法文学部、理学部に改組）
  - 1901年（明治34年） 4月 官立第七高等学校造士館設立（再興）：鹿児島